# Sigmodon ochrognathus
Sigmodon ochrognathus är en däggdjursart som beskrevs av Vernon Orlando Bailey 1902. Sigmodon ochrognathus ingår i släktet bomullsråttor, och familjen hamsterartade gnagare. IUCN kategoriserar arten globalt som livskraftig. Inga underarter finns listade i Catalogue of Life.

## Utseende
Denna gnagare blir 13 till 14,4 cm lång (huvud och bål) och hela kroppslängden är 19 till 24,3 cm. Arten har 2,5 till 2,9 cm långa bakfötter och 2,0 till 2,2 cm långa öron. Vikten varierar mellan 41 och 133 g. Pälsen på ovansidan bildas av gråa hår med bruna spetsar. Flera hår har dessutom gula punkter och hela pälsen ser därför gråaktig ut. På undersidan förekommer vit päls med grå underull. Även svansen är uppdelad i en mörk ovansida och en ljusare grå undersida. Kännetecknande är orangegula fläckar på varje sida av nosen och flera exemplar har ljusa ringar kring ögonen. Jämförd med andra bomullsråttor som lever i samma region är svansen tätare täckt av hår och svansens fjäll är mindre. Sigmodon ochrognathus har i varje käkhalva en framtand, ingen hörntand, ingen premolar och tre molarer.

## Utbredning och habitat
Arten förekommer i norra Mexiko och sydvästra USA (Arizona, Texas). Den vistas vanligen i klippiga områden som är täckta av gräs eller trädansamlingar med löv- och barrträd. Denna bomullsråtta registrerades vid 2830 meter över havet.

## Ekologi
Sigmodon ochrognathus påminner i levnadssättet om en sork. Den skapar underjordiska bon i jorden eller i grässkiktet. Dessutom använder den bon som skapades av andra djur som kindpåsråttor. Födan utgörs av gröna växtdelar och av frukter. Honor kan para sig nästan hela året. Dräktigheten varar cirka 34 dagar och sedan föds 2 till 6 ungar. De är i början nakna och blinda men de utvecklas mycket fort. Redan efter några timmar har de päls och de är ganska självständiga. Individerna kan vara dag- och nattaktiva. De skapar stigar genom att trampa ner växtligheten och stigarna används ofta av två individer.